# Джорджо, Тони
Тони Джорджо (настоящее имя Джозеф Энтони Джорджо; 27 сентября, 1923 — 1 февраля 2012) (англ. Tony Giorgio) — американский фокусник, актёр кино и телевидения итальянского происхождения. Сыграл роль Бруно Таттальи в культовом фильме режиссёра Ф. Копполы 1972 года Крёстный отец.
Джорджо известен как плодовитый цирковой актёр, выступал с магическими и карточными фокусами. В возрасте 12 лет ушёл из дома и присоединился к цирку и выступал на площадках, включая конгрессы и братские клубы, в загородных клубах, казино и киностудиях. Он был одним из первых актёров, выступавших в ночном клубе The Magic Castle, в 1990-х выиграл награду Close-up Magician of the Year (Фокусник года крупным планом). В 1960-х сеть клубов Playboy Club приняла его на работу в качестве эксперта по азартным играм. Тони Джорджо давал платные лекции по различным фокусам и карточным трюкам.
Первой ролью Джорджо стала роль шулера в фильме Big Hand for the Little Lady. Всего он принял участие в свыше ста фильмов и телешоу, выиграл премию «Эмми» за участие в фильме Ziggy's Gift. Он снялся в фильмах Black Gunn (1972), Высшая сила (1973), Фокси Браун (1974), Капоне (1975), Escape to Witch Mountain (1975), The Sting II (1983), Одинокий парень (1984), Night Train to Terror (1985) и Американизируй меня (1992). Он сыграл роль торговца в серии The System в сериале Миссия невыполнима, третий сезон и сыграл роль в Big Julie, постановке мюзикла Парни и куколки.
С 1971 года до своей смерти был женат на Кэй С. Джейкобс. 1 февраля 2012 года Тони Джорджо скончался от сердечно-лёгочной недостаточности.

## Фильмография

### Кино
- A Big Hand for the Little Lady (1966) — Steamboat (нет в титрах)
- Sol Madrid (1968) — Tall Man (нет в титрах)
- Команда разрушителей (1968) — Futyn (нет в титрах)
- Changes (1969) — Joe, Arcade Owner (нет в титрах)
- Paint Your Wagon (1969) — Card Player (нет в титрах)
- Крёстный отец (1972) — Бруно Татталья
- Black Gunn (1972) — Ben
- Harry in Your Pocket (1973) — 1st Detective
- Высшая сила (1973) — Frank Palancio
- Фокси Браун (1974) — Эдди
- Escape to Witch Mountain (1975) — Hunter No 2
- Капоне (1975) — Antonio Lombardo
- Record City (1978) — Mr. F
- The Sting II (1983) — Rossovich (Macalinski’s Man)
- Одинокий парень (1984) — писатель на вечеринке
- Night Train to Terror (1985) — Satan (segment «The Night Train»)
- Cry Wilderness (1987) — Sheriff
- Американизируй меня (1992) — Don Antonio Scagnelli
- My Brother Jack (1997) — Rocco

### Телевидение
- Run for Your Life (телесериал) (1967) — Castro; одна серия
- Mannix (1967) — Sanford; одна серия
- The Monkees (телесериал) (1968) — Otto; одна серия
- The Outcasts (телесериал) (1968) — Card Dealer; одна серия
- Миссия невыполнима (телесериал) (1969—1971) — Dealer / Foyer Guard / First Man / Meerghan / Croupier; 7 серий
- I Dream of Jeannie (1970) — Torpedo; одна серия
- The Doris Day Show (1971) — Ed the Maître d'; одна серия
- Jigsaw (телесериал) (1973) — Man; одна серия
- Доктор Маркус Уэлби (1974) — Вито; одна серия
- Police Story (телесериал) (1974) — Cashier; одна серия
- ФБР (1974) — M. Джорджо; одна серия
- Adam-12 (1975) — Michael Funicello; одна серия
- Emergency! (1975) — Lorenzo; одна серия
- Bronk (телесериал) (1975) — убийца; одна серия
- The Six Million Dollar Man (1975) — Abe Collins; одна серия
- Kojak (1975) — Bill Wilson; одна серия
- Switch (телесериал) (1975) — Bruno; одна серия
- The Bionic Woman (1976) — Aaron Creighton; одна серия
- Ангелы Чарли (телесериал) (1978) — Карл; одна серия
- Коломбо (телесериал) (1978) — Harry Parkman; одна серия
- Fantasy Island (1980) — Croupier; одна серия
- B. J. and the Bear (1981) — Magician; одна серия
- Супруги Харт (1981) — Cheshire; одна серия
- Simon & Simon (1982) — Sam Boyle; одна серия
- Фэлкон Крест (1984) — Croupier; одна серия
- Команда «А» (телесериал) (1984) — Mr. Carlin; одна серия
- Охотник (телесериал) (1985) — John Vincent; одна серия
- Детективное агентство «Лунный свет» (телесериал) (1985) — Тони; одна серия
- Brothers (телесериал) (1986) — Mr. Santini; одна серия
- Практика (телесериал) (2004) — Client #1; одна серия (последняя роль)